# Seeblockade
Die Seeblockade, seltener auch Seesperre, ist eine wichtige Strategie in einem Seekrieg und auch in manchen Wirtschaftskriegen. Sie besteht darin, die Bewegungsfreiheit der gegnerischen Seestreitkräfte oder seiner Handelsschifffahrt durch eine militärische Blockade seiner Küste oder wichtiger Zufahrtswege einzuengen oder zu unterbinden. So konnte man z. B. dafür sorgen, dass dem Feind wichtige Ressourcen durch Handel fehlten. Auch die vom Seerecht eingeräumte Möglichkeit, fremde Schiffe auf Feindesgut zu durchsuchen, kann das Motiv einer Seeblockade sein. Allerdings kann die Seeblockade auch in anderen Fällen ein Mittel der Wahl sein.

## Allgemein
Im Kriegsfall ist die Zielsetzung einer Seeblockade, die maritimen Verkehrswege des Gegners mit Kriegsschiffen und/oder Minensperren zu unterbrechen, sodass seine Fähigkeit zur Kriegsführung stark eingeschränkt oder seine Nachschubwege bedroht werden. Seeblockaden oder ihre Durchbrechung entschieden bereits im Altertum zahlreiche Kriege, u. a. in der Ägäis und den Perserkriegen, seitens der Phönizier, im Kampf zwischen Karthago und Rom. Die Hanse errichtete die erste bekannte Seeblockade in Nordeuropa 1284 gegen Norwegen (siehe auch Seesperre von Hominde und Seesperren im Haderslev Fjord).
Die rechtlichen Grundlagen und Anforderungen für die Durchführung einer Blockade sind im San Remo Manual on International Law Applicable to Armed Conflicts at Sea zu finden.

## Wechselwirkungen der Politik vor dem Ersten Weltkrieg
Im Schleswig-Holsteinischen Krieg (1848–1851) brachte die dänische Marine innerhalb weniger Tage im April 1848 den deutschen Seehandel in Nord- und Ostsee zum Erliegen. Daraufhin wurde die Reichsflotte gegründet, die diese Blockade jedoch nicht brechen konnte.
Vor dem Deutsch-Französischen Krieg (1870/71) erwog Frankreich eine Landung in Norddeutschland. Später gab es diese Pläne auf; während des Krieges blockierte die französische Flotte stattdessen die deutsche Nordseeküste.
Die um 1900 zunehmende Gegnerschaft zwischen Großbritannien und Deutschland erhielt eine auf den möglichen Seekrieg bezogene Eigendynamik:
- Das Deutsche Reich befürchtete eine Seeblockade der Briten und begann daher mit dem Bau einer eigenen Hochseeflotte als so genannter Risikoflotte, die zur Abschreckung aller anderen Seemächte dienen sollte.
- Die britische Marine-Doktrin war der so genannte Two-Power-Standard, der forderte, dass die Royal Navy als „Beherrscher der Weltmeere“ immer mindestens so stark sein müsse, wie die beiden nachfolgenden Flotten zusammen.
- Es kam zum Deutsch-Britischen Wettrüsten, dieses steigerte das Gefühl der Feindschaft und beschleunigte vermutlich die Blockadepolitik.
- Letztlich erwies sich der Ausbau der deutschen Kriegsmarine als nicht erfolgreich: Sie war zwar stark genug, um Großbritannien herauszufordern, aber noch zu klein für eine ernsthaftere Gefährdung.

Bereits vor dem Krieg hatte die Admiralität Großbritanniens den Plan entwickelt, im Kriegsfall Deutschland in einem globalen Wirtschaftskrieg in die Knie zu zwingen; vorgesehen war die Blockade der See- und Kommunikationswege, die Zensur der Unterseekabel und das Abschneiden des deutschen Kaiserreichs von den Internationalen Finanzmärkten. Die britischen Planungen wurden aufgegeben, nachdem die US-Regierung davon erfahren und dagegen opponiert hatte, obwohl zuvor das britische Regierungskabinett 1912 den Plan der Admiralität gebilligt hatte.

## Seeblockaden vor dem Ersten Weltkrieg
- Großbritannien erklärte dem revolutionären Frankreich am 1. Februar 1793 den Krieg und trat damit in den Ersten Koalitionskrieg ein. Es verhängte eine Seeblockade über französische Hafenstädte, um Frankreich von seinem Überseehandel abzuschneiden.
- Die Elbblockade war eine 1803 beginnende Seeblockade der Elbe- und Wesermündung durch die britische Regierung vor Beginn des Dritten Koalitionskrieges.
- Die Kontinentalsperre (französisch blocus continental, englisch continental system) war eine von Napoleon am 21. November 1806 in Berlin verfügte See- und Wirtschaftsblockade über die britischen Inseln, die bis 1814 in Kraft blieb.

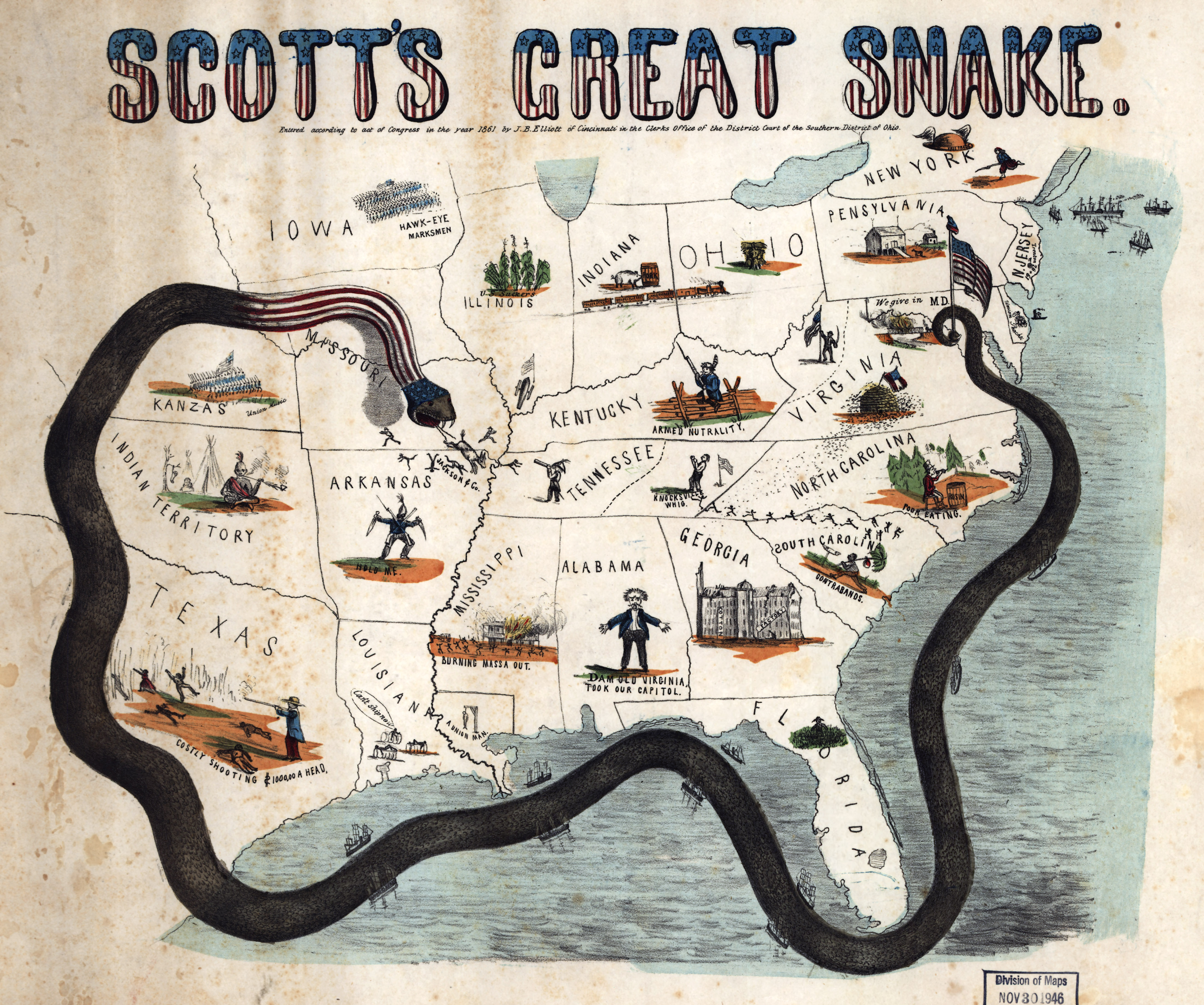
Scott-anaconda

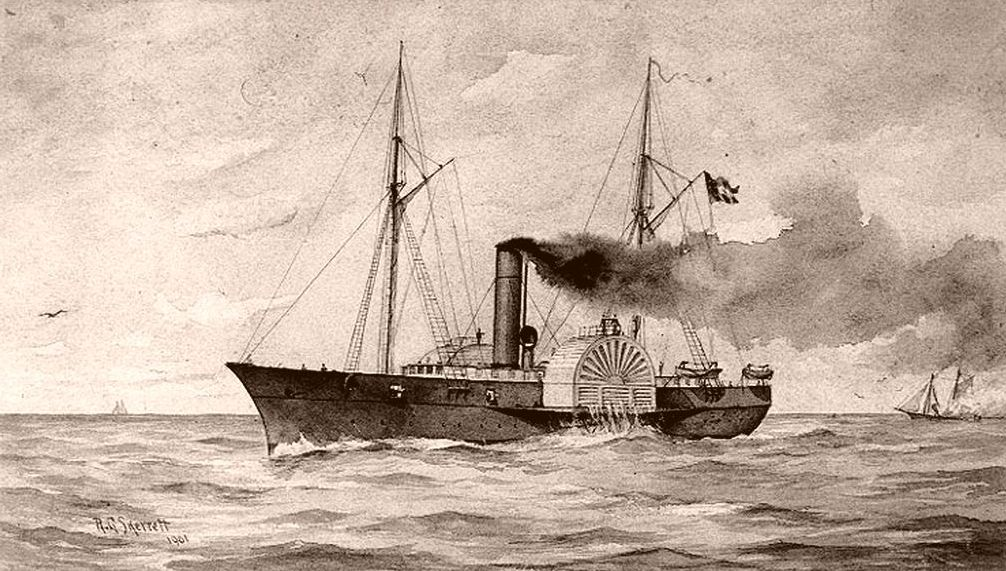
CSS Nashville2 blockade-runner

- Während des Sezessionskrieges 1861–1865 setzten die Vereinigten Staaten gegenüber der Konföderation den Anakonda-Plan um, durch den die Südstaaten zu Land und zu See vom Güterimport und -export abgeschnitten wurden. Der Einsatz von konföderierten Blockadebrechern, so genannten blockade runnern, konnte letztlich nicht die Effektivität der Blockade konterkarieren.
- Im Herbst 1888 begann eine Widerstandsbewegung gegen den Versuch der Deutsch-Ostafrikanischen Gesellschaft (DOAG), ihre Herrschaft über den zu Sansibar gehörenden Küstenstreifen des heutigen Tansania auszuweiten. Die von der DOAG um Hilfe gebetene Reichsregierung (Kabinett Bismarck) errichtete gemeinsam mit Großbritannien eine Seeblockade vor der ostafrikanischen Küste; diese wurde von Frankreich, Italien und Portugal unterstützt.[3][4][5]

## Wichtige Seeblockaden im Ersten Weltkrieg

### Britische Seeblockade in der Nordsee

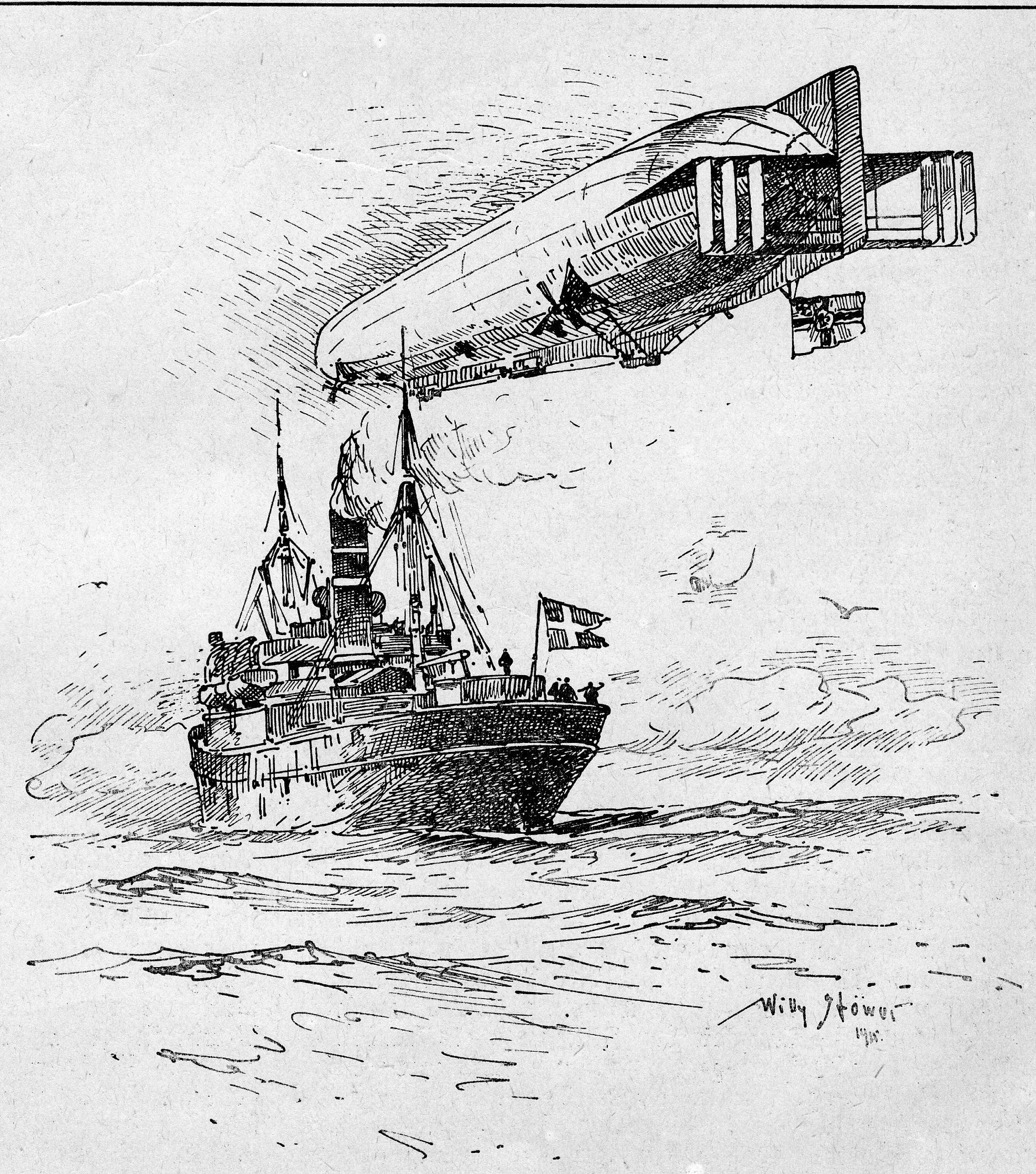
Luftblockade. Ein deutsches Marine-Luftschiff überprüft einen dänischen Dampfer, vermutlich in der Nordsee. Zeichnung von Willy Stöwer 1915

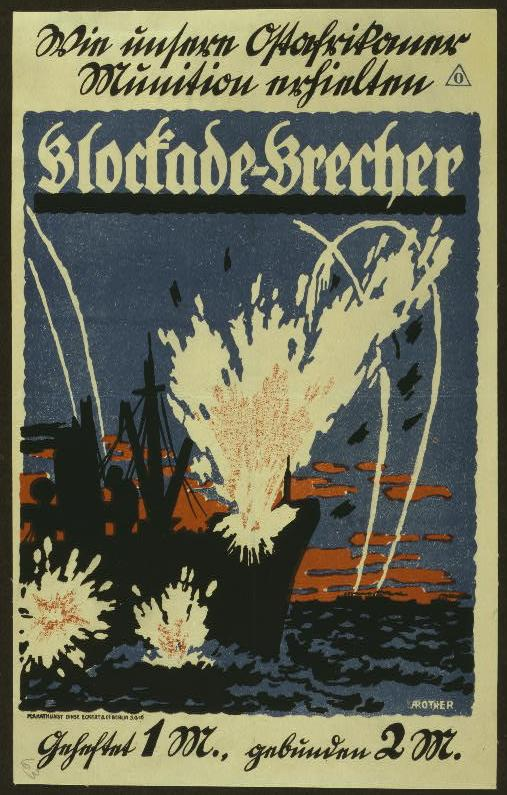
„Blockade-Brecher: Wie unsere Ostafrikaner Munition erhielten“

Im Ersten Weltkrieg war die britische Seeblockade des Deutschen Reichs in der Nordsee mitentscheidend dafür, dass die Mittelmächte ab etwa 1916 ins Hintertreffen gerieten. Der Import wichtiger Güter und Rohstoffe ins Deutsche Reich wurde durch sie weitgehend unterbunden. Wegen der Übermacht der britischen Flotte konnte das Deutsche Reich 1914 zur See keine Offensive starten, sodass die gegnerische Schifffahrt im Ärmelkanal keinen großen Störungen ausgesetzt war.
Insbesondere war durch die Kontrolle der nord- und westeuropäischen Meere gewährleistet, dass das britische Expeditionskorps ungestört nach Frankreich übersetzen konnte. Deutschland versuchte (u. a. durch den Einsatz von Marineluftschiffen in der Nordsee) vergeblich, eine Gegenblockade Großbritanniens durchzusetzen.

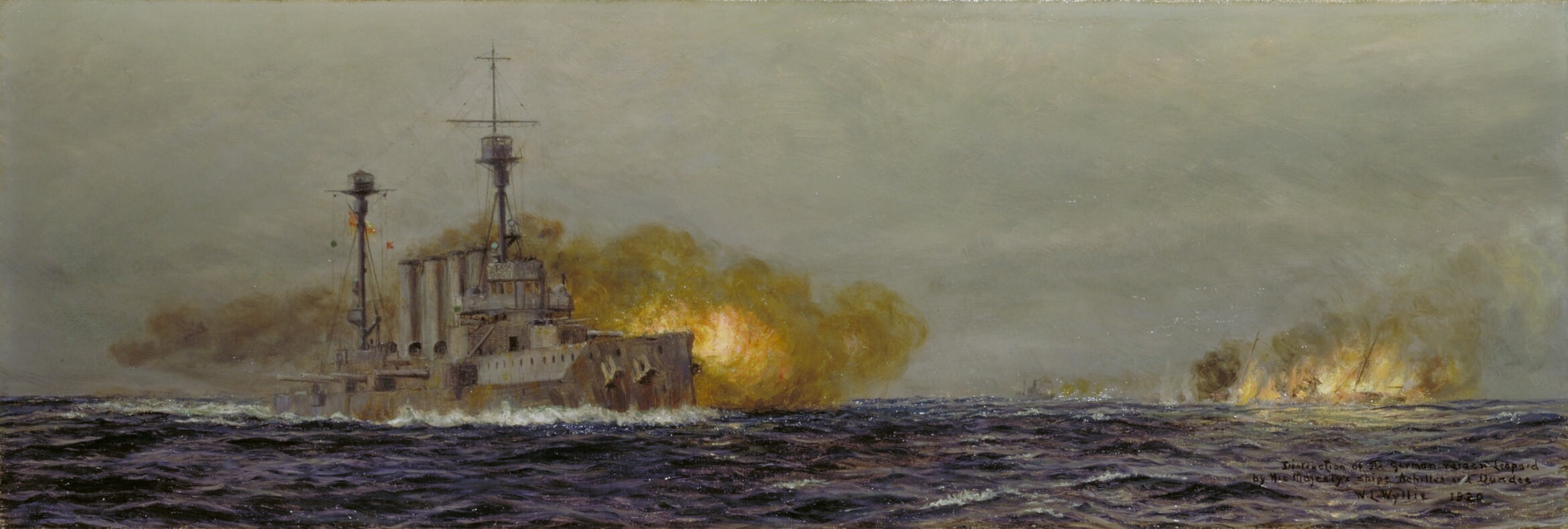
Destruction of the German Raider 'leopard' by His Majesty’s Ships 'achilles’ and 'dundee' Art.IWMART15814

Während Deutschland sich in einem Zweifrontenkrieg behaupten musste, konnten die Briten ihre Seeherrschaft über die Nordsee aufrechterhalten. Sie hatte das Ziel, den Gegner von der Zufahrt zu allen Seewegen abzuschneiden, was später auch die allgemeine Versorgung Deutschlands stark beeinträchtigte.
Die Northern Patrol blockierte im Dreieck Schottland – Island – Lofoten und die Dover Patrol blockierte im Ärmelkanal. Am 6. April 1917 erklärten die USA Deutschland den Krieg; im Oktober 1917 wurde die Northern Patrol aufgehoben. Die dadurch freiwerdenden Kräfte, insbesondere die Hilfskreuzer, wurden nun zur Konvoisicherung im Atlantik genutzt.
Die effektive Seeblockade, die die Versorgung mit Nahrungsmitteln, Chilesalpeter und Kolonialwaren im Allgemeinen sehr erschwerte, wurde auch nach dem Waffenstillstand vom November 1918 bis zum 12. Juli 1919 fortgeführt, um die Zustimmung zur Unterzeichnung der Pariser Vorortverträge im Sommer 1919 zu erzwingen. Sie wurde erst danach aufgehoben.
Der britische General Herbert Plumer, 1. Viscount Plumer verlangte von der britischen Regierung Lebensmittelhilfen für die hungernde Bevölkerung. Seine Besatzungstruppen könnten nicht mehr den Anblick ertragen von „Horden von dünnen aufgedunsenen Kindern, die um die Abfälle der britischen Unterkünfte betteln“.
Die deutsche Seekriegsleitung befahl (Flottenbefehl vom 24. Oktober 1918) einen Angriff auf die Royal Navy, um deren anhaltende Seeblockade am 28. Oktober zu durchbrechen. Die neue Reichsregierung war strikt gegen diesen Angriff und erhielt Unterstützung durch den Kieler Matrosenaufstand, der am 3. November 1918 begann. Dieser Aufstand war ein Auslöser der deutschen Novemberrevolution.
Die britische Seeblockade war (sowohl nach damaligen als auch nach heutigen Maßstäben) ein klarer Bruch des Völkerrechts, weil sie eine systematische Unterversorgung der Zivilbevölkerung mit Lebens- und Nahrungsmitteln zur Folge hatte. Zu dieser Einschätzung kam bereits das Reichsgesundheitsamt in einer Denkschrift vom 16. Dezember 1918. Es schrieb ihr den Tod von 763.000 Zivilisten und einen Gesamtschaden an deutscher Volkskraft von mehr als 56,3 Milliarden Mark zu. Nicht enthalten in diesen Zahlen sind die Toten der Hungersnot im Jahr 1919 infolge der anhaltenden Seeblockade seit dem Waffenstillstand. Belastbare Zahlen zu den Opfern existieren (Stand 1985) nicht. Im Jahr 1919 schätzte der deutsche Mediziner Max Rubner die Zahl der Blockadetoten nach dem Waffenstillstand auf 100.000; ebenso der britische Gewerkschaftsführer und Friedensaktivist Robert Smillie. Die höhere deutsche Zahl schließt wohl die innenpolitischen Fehler bei der Lebensmittelrationierung (man rechnete anfänglich nur mit einem kurzen Krieg) mit ein.

### Britische Seeblockade vor Ostafrika
Der Erste Weltkrieg in Ostafrika war geprägt durch die geographische Isolation der deutschen Schutztruppe in Deutsch-Ostafrika. Das Deutsche Reich verfügte in dieser Region nur über den Kleinen Kreuzer Königsberg, der jedoch ab Ende September 1914 im Delta des Rufiji-Flusses von überlegenen britischen Kräften blockiert wurde. Ab dem 1. März 1915 verhängte Großbritannien eine Seeblockade vor der gesamten Küste Deutsch-Ostafrikas. Schiffsverkehr der Mittelmächte und neutraler Staaten wurde verboten, die Einhaltung durch Kreuzer und Hilfsschiffe überwacht. Dennoch gelang zwei deutschen Blockadebrechern im Verlauf des Krieges der Durchbruch: die Rubens erreicht im April 1915 schwer beschädigt die Mansabucht bei Tanga, und die Marie erreichte im März 1916 Sudi und konnte die Blockade beim Auslaufen ein zweites Mal durchbrechen.

### Deutsche Seeblockade in der Ostsee
Obwohl die russische Ostseeflotte der deutschen numerisch weit überlegen war, gelang es dem deutschen Oberbefehlshaber Prinz Heinrich von Preußen, sie in die Defensive zu drängen. Dadurch kam es während des ganzen Krieges zu keinem einzigen russischen Angriff auf deutsche Küsten, aber die deutsche Marine konnte die Operationen des Heeres im Baltikum unterstützen.

### Seesperre 1917/18 der Adria
Obwohl die österreichische Marine damals die sechstgrößte Kriegsmarine der Welt war, konnte sie ihre Stärke nicht voll ausspielen, einerseits weil sie vor allem dem Küstenschutz und der Abschreckung dienen sollte, andererseits durch die geografischen Gegebenheiten – insbesondere die Meeresenge der Adria bei Otranto. Die Straße von Otranto begünstigte die Errichtung einer Seeblockade entscheidend. Diese Blockade konnte nach dem Seitenwechsel Italiens zur Triple Entente auf der mit Hilfe Frankreichs und Großbritanniens gestützten Vorherrschaft im Mittelmeer aufbauen. Von dieser gesicherten Basis aus gelang den drei Ländern, eine Seesperre aus Schiffen und schwerer Küstenartillerie bei Otranto zu errichten. Zweimal versuchte die k.u.k. Kriegsmarine, die Seesperre zu durchbrechen. Beim ersten Durchbruchsversuch im Sommer 1917 kam es zum größten Seegefecht Österreich-Ungarns im Ersten Weltkrieg, bei dem die Alliierten eine schwere Niederlage verzeichneten, die k.u.k. Marine aber nur geringe Schäden erlitt. Dennoch gelang der Durchbruch nicht, weil die topografisch begünstigte Seesperre immer noch zu stark war. Der zweite und letzte Versuch wurde im Juni 1918 unternommen, wurde aber abgebrochen, da der Überraschungseffekt misslang: Die Alliierten entdeckten eines der zwei Flottengeschwader vorzeitig und konnten die Szent István versenken, sodass der Donau-Monarchie nur noch drei moderne Großschlachtschiffe verblieben.

## Seeblockaden im Zweiten Weltkrieg
Bei der Belagerung von Malta im Zweiten Weltkrieg handelte es sich um eine von 1940 bis 1942 andauernde Seeblockade der Insel mit permanenten Luftangriffen durch die italienische und später auch der deutschen Luftwaffe (Achsenmächte).

## Seeblockaden in anderen Kriegen
Auch angesichts der Erfahrungen aus dem Weltkrieg forderte Hitler „Lebensraum im Osten“.

„Danzig ist nicht das Objekt, um das es geht. Es handelt sich für uns um Arrondierung des Lebensraumes im Osten und um Sicherstellung der Ernährung… In Europa ist keine andere Möglichkeit zu sehen.“

Die angesprochene Ernährung der importabhängigen zahlreichen deutschen Bevölkerung war im und noch nach dem Weltkrieg aufgrund der britischen Seeblockade nicht gewährleistet gewesen und hatte zur militärischen und politischen Niederlage beigetragen. Der sowjetische Außenminister Molotow handelte mit Ribbentrop in Moskau zuerst den Deutsch-Sowjetischen Wirtschaftsvertrag aus, der die Kriegsführung auch unter Blockadebedingungen durch sowjetische Rohstofflieferungen ermöglichte, und am 23. August 1939 den deutsch-sowjetischen Nichtangriffspakt aus. Somit war der Weg zum Kriege frei.
- Seeblockaden im Zweiten Weltkrieg, deutsche U-Boot-Blockade gegen Großbritannien
- Großmanöver und Seeblockaden nach 1945, Kuba-Blockade 1962
- Blockadedrohungen und Wirtschaftskriege